# Viola melanzana
Viola melanzana è il colore mostrato nel riquadro a destra.
Con codice colore esadecimale #991199 / #919 è una sfumatura medio scuro di magenta. Nel modello di colori RGB #991199 è composto di 60% rosso, 6,67% verde e 60% blu. Nel sistema di colori HSL #991199 ha una tonalità di 300 gradi, 80% di saturazione e chiarezza del 33,33%. Il colore ha una lunghezza d'onda approssimativa di 431 nm.